# Anders Golding
Pour les articles homonymes, voir Golding.
Anders Golding (né le 12 mai 1984 à Aalborg) est un tireur sportif danois. 

## Biographie
Anders Golding a notamment remporté la médaille d'argent en skeet aux Jeux olympiques d'été de 2012 avec un score de 146/150, derrière l'Américain Vincent Hancock.